# Palazzo dello Spagnolo

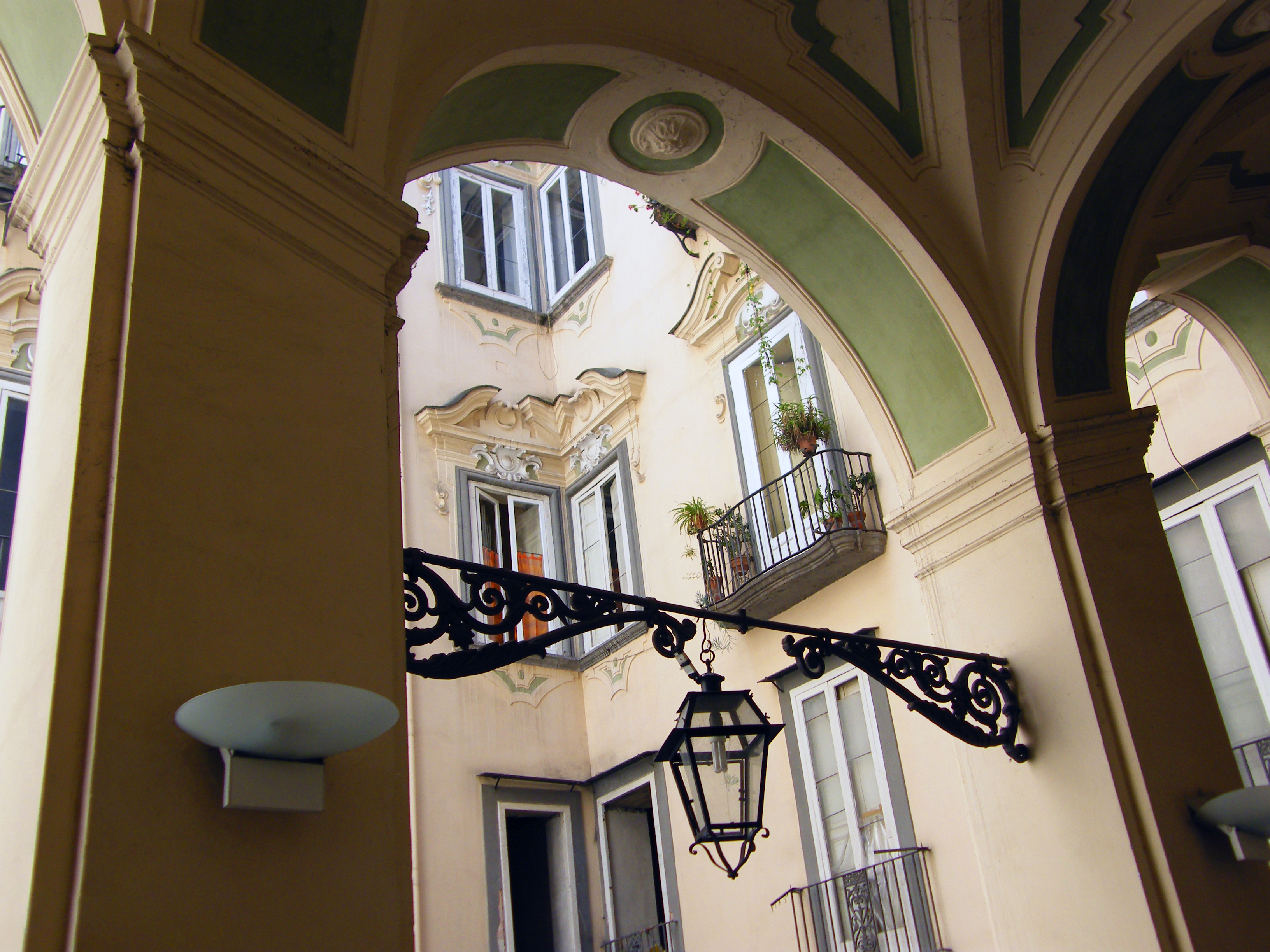
Vista da escadaria monumental

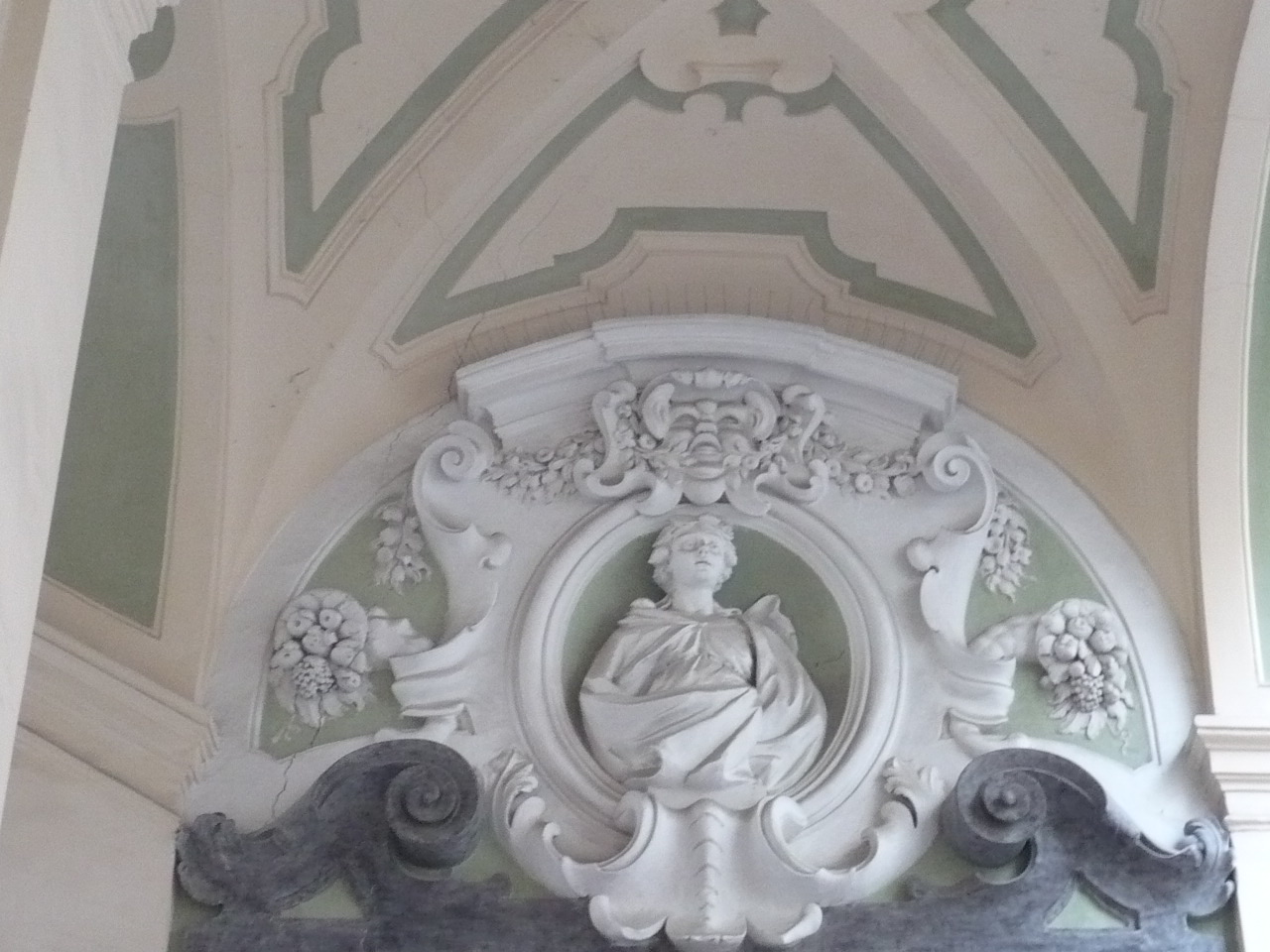
Um busto do palácio

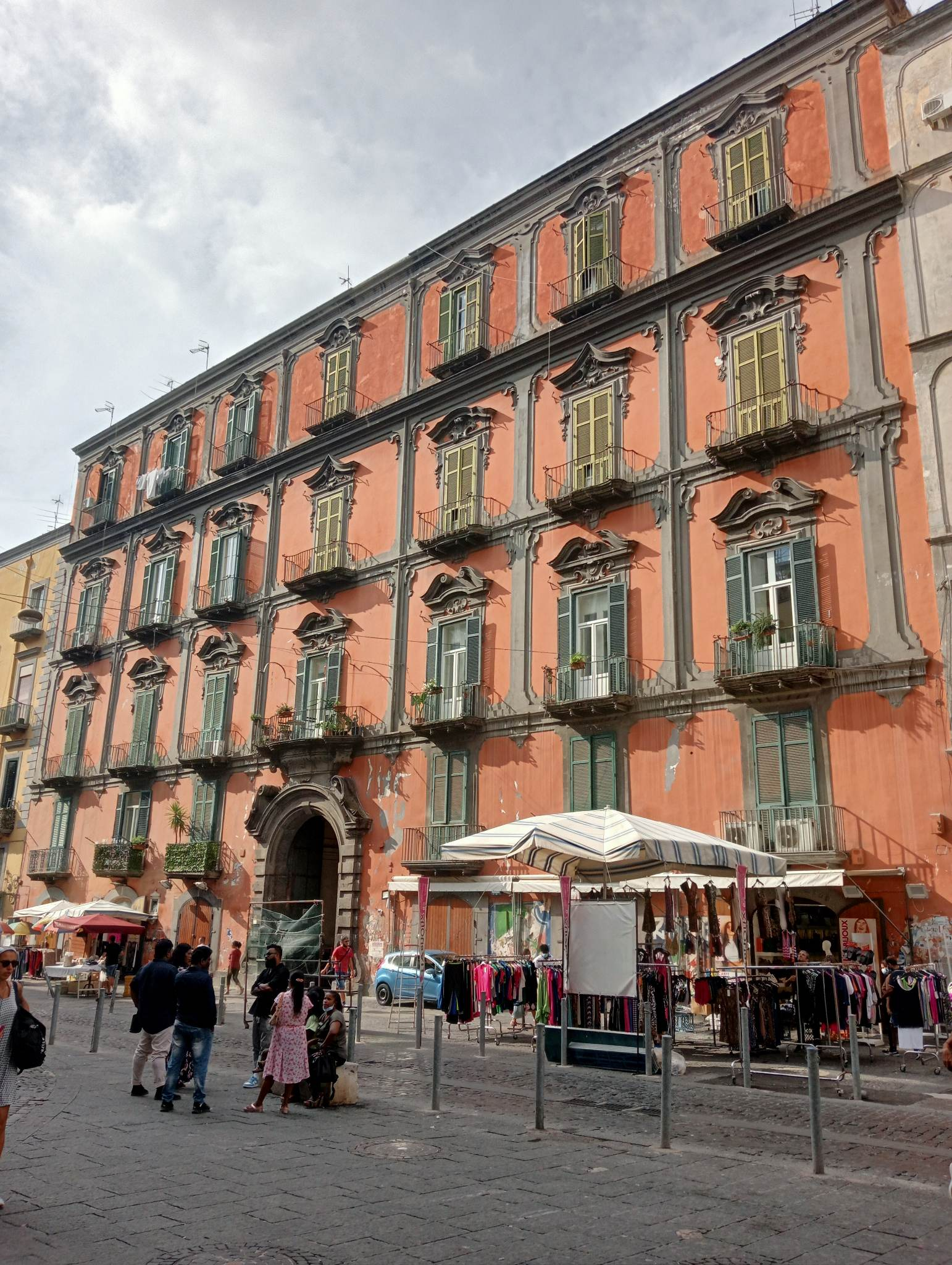
A fachada da via Vergini

O Palazzo dello Spagnolo ou dello Spagnuolo (antigo Palazzo Moscati ) é um palácio monumental de Nápoles, localizado na via Vergini no número 19 da Rione Sanità, no centro histórico da cidade .

## História
O Palazzo dello Spagnolo foi construído em 1738 por ordem do Marquês de Poppano Nicola Moscati , unificando dois lotes recebidos da sua esposa. O projecto, incluindo a monumental escadaria de dupla rampa (definida como " asas de falcão "), concebida como ponto de encontro social, foi confiada a Ferdinando Sanfelice , enquanto Francesco Attanasio desenhou as obras de estudo no rococó  enquanto Francesco Attanasio desenhou as obras de estuque de estilo rococó,   embora tenham sido posteriormente executados por Aniello Prezioso .
No final do século foi adquirido por Tommaso Atienza , apelidado de lo Spagnolo ("o espanhol"), razão pela qual o palácio é hoje assim chamado. O novo proprietário realizou obras de ampliação do palácio, construindo um piso adicional e pintando frescos no piano nobile e no segundo andar, que foram posteriormente perdidos devido aos maus restauros ocorridos ao longo dos anos.
Em 1850 o palácio foi comprado pela família Costa graças à pesada dívida de Atienza, que atingiu este estatuto, provavelmente devido aos enormes gastos com obras de embelezamento do palácio, que o obrigaram a vendê-lo.
Mais tarde, o palácio (como muitos edifícios de Nápoles), foi fragmentado em várias partes, constituindo hoje várias propriedades comprovadas. A região da Campânia só conseguiu adquirir dois apartamentos no último andar, em fase de restauro.
O palácio abrigou o Istituto delle Guarattelle (museu de marionetes locais e internacionais); Atualmente, o segundo e terceiro andares abrigam um museu dedicado a Totò , cuja abertura ao público é adiada de ano para ano.